# Opera metróállomás
Az Opera a budapesti kisföldalatti (hivatalos nevén: M1-es metróvonal) egyik állomása, a Bajcsy-Zsilinszky út és az Oktogon között. Az állomás közelében található a Magyar Állami Operaház.

## Átszállási kapcsolatok
| Opera | 105, 210, 210B 70, 78 | Magyar Állami Operaház, Budapesti Operettszínház, Centrál Színház, Radnóti Miklós Színház, Thália Színház, Újszínház |

## Galéria

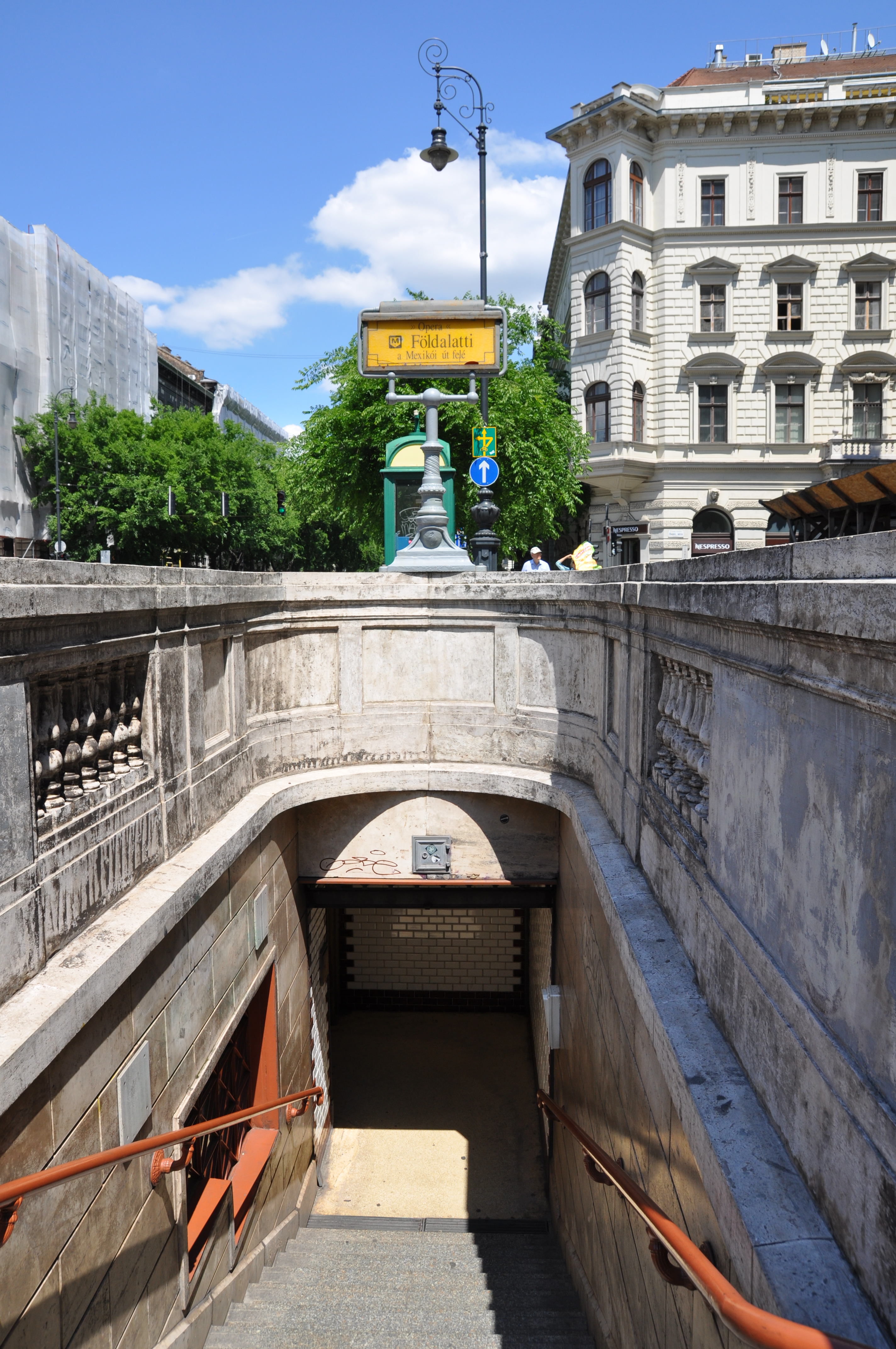
A lejáró napjainkban
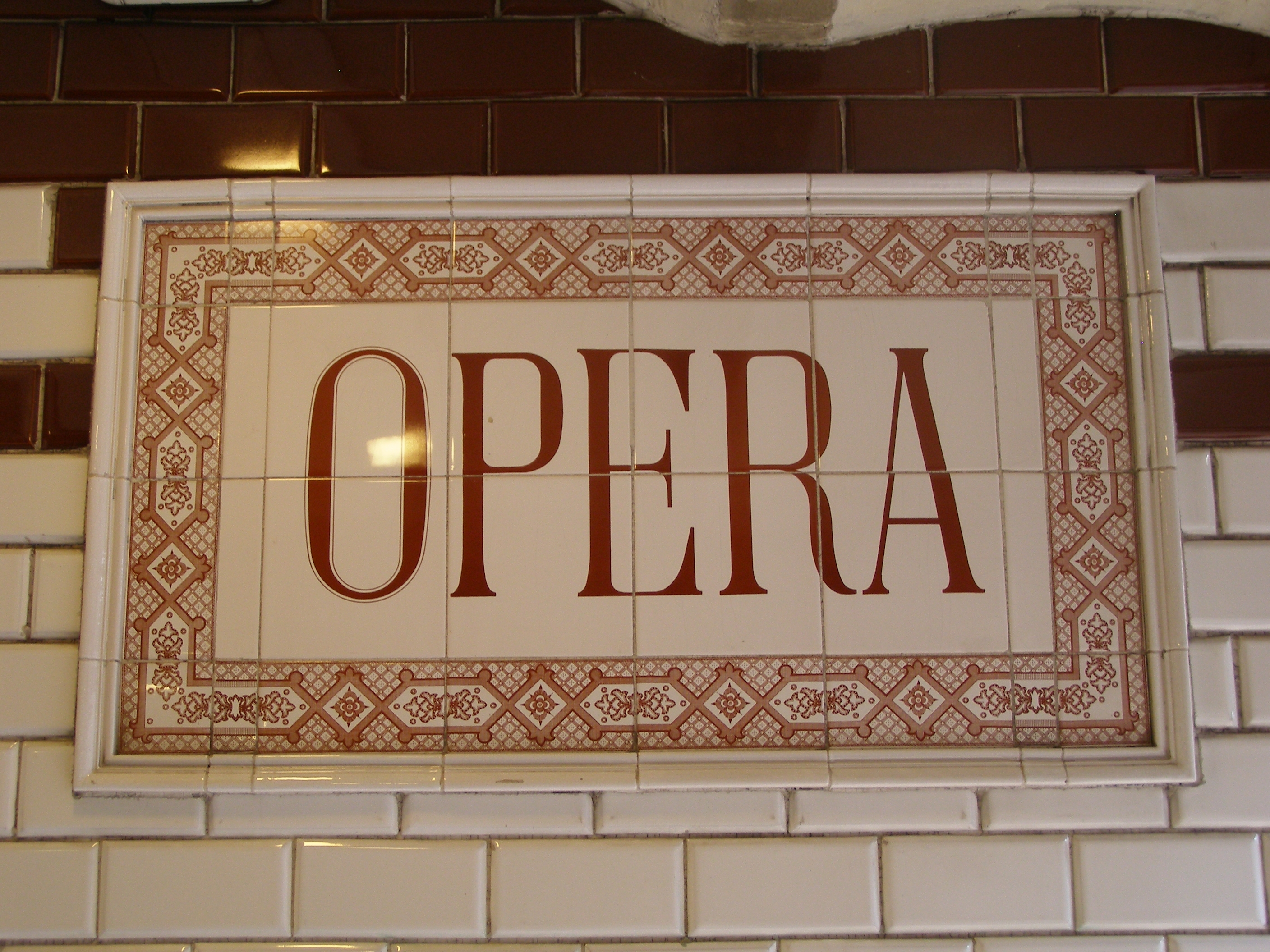
A földalatti eredeti stílusú névtáblája
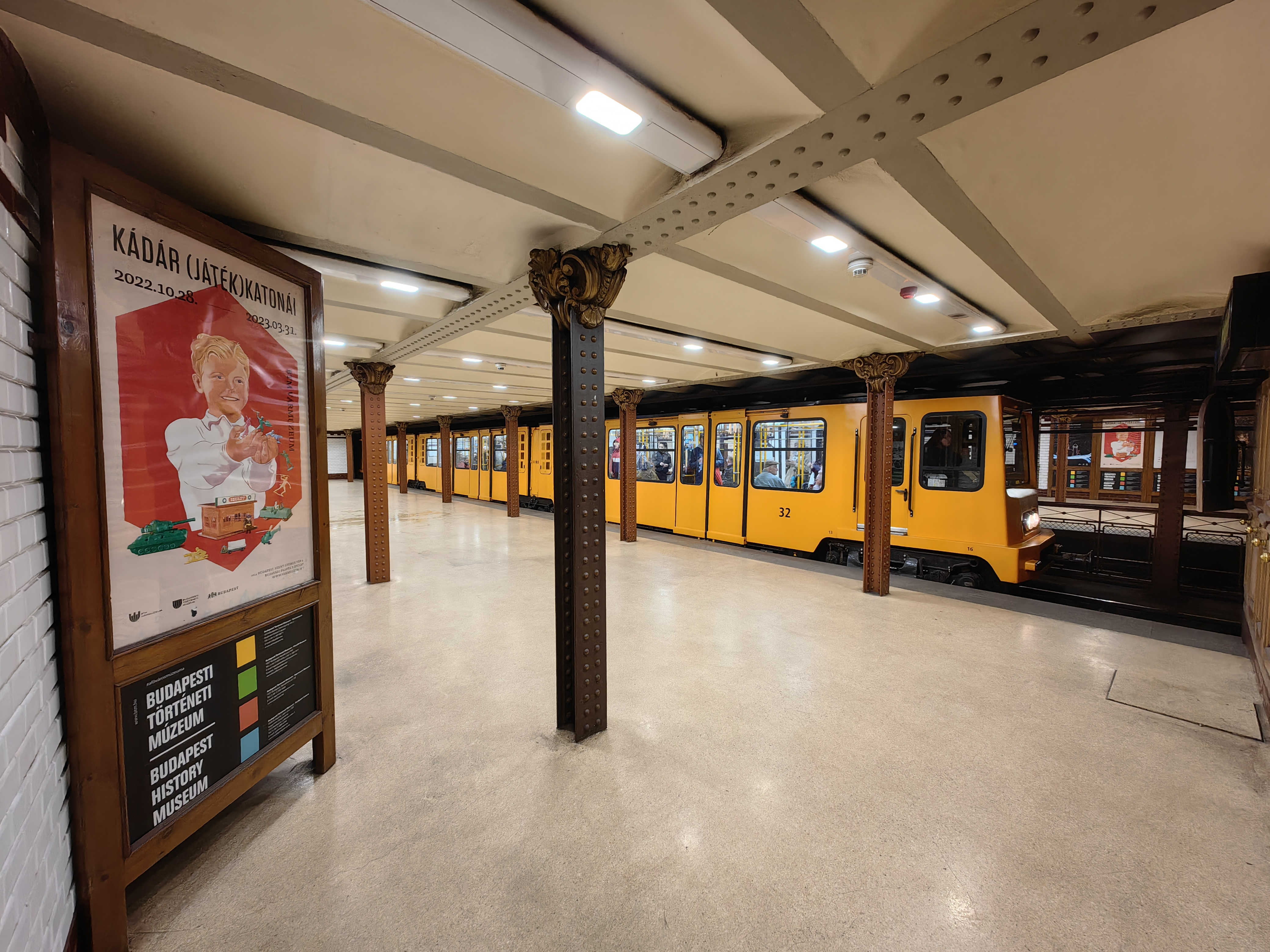
Ganz metrószerelvény az állomáson
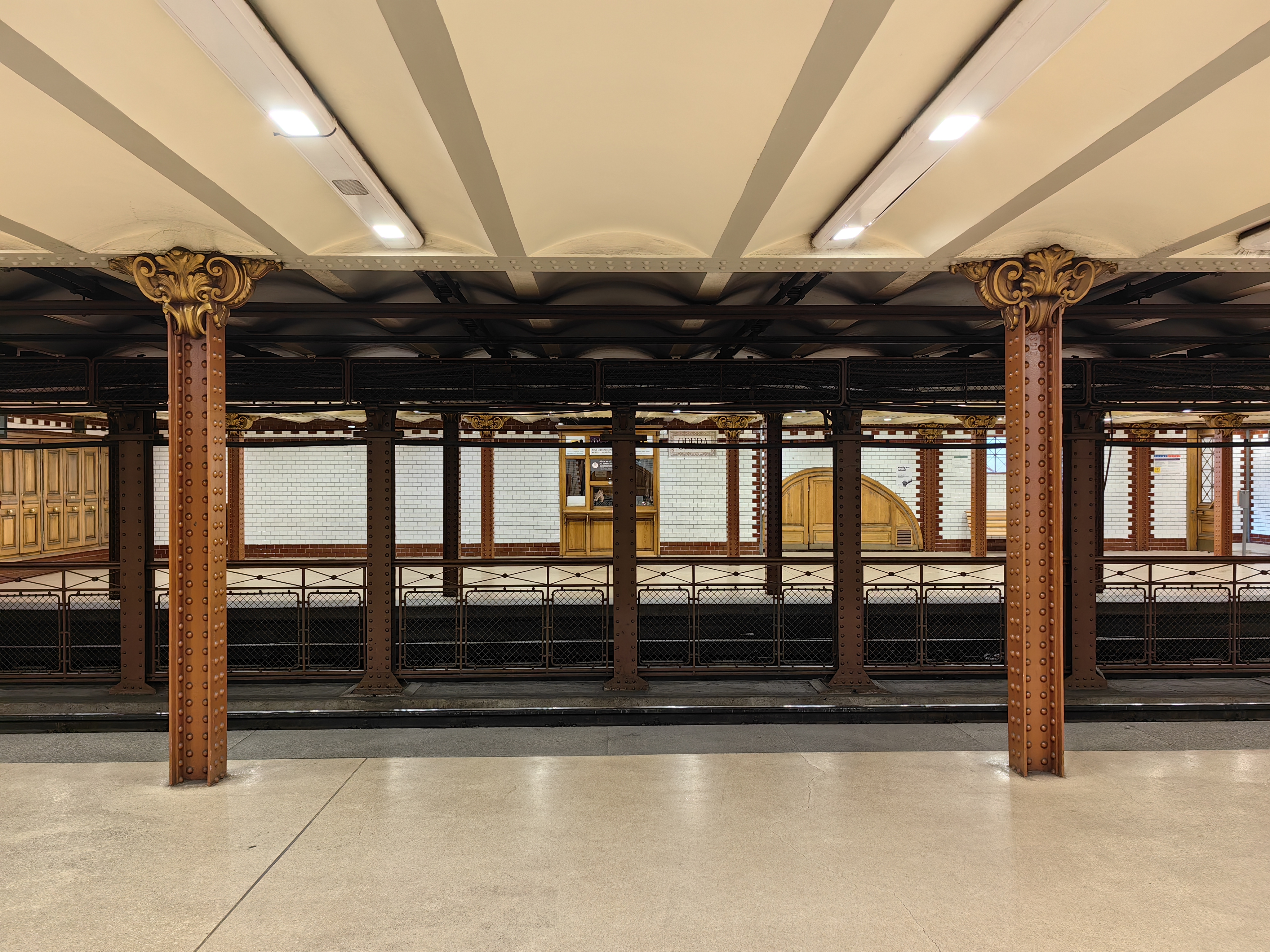
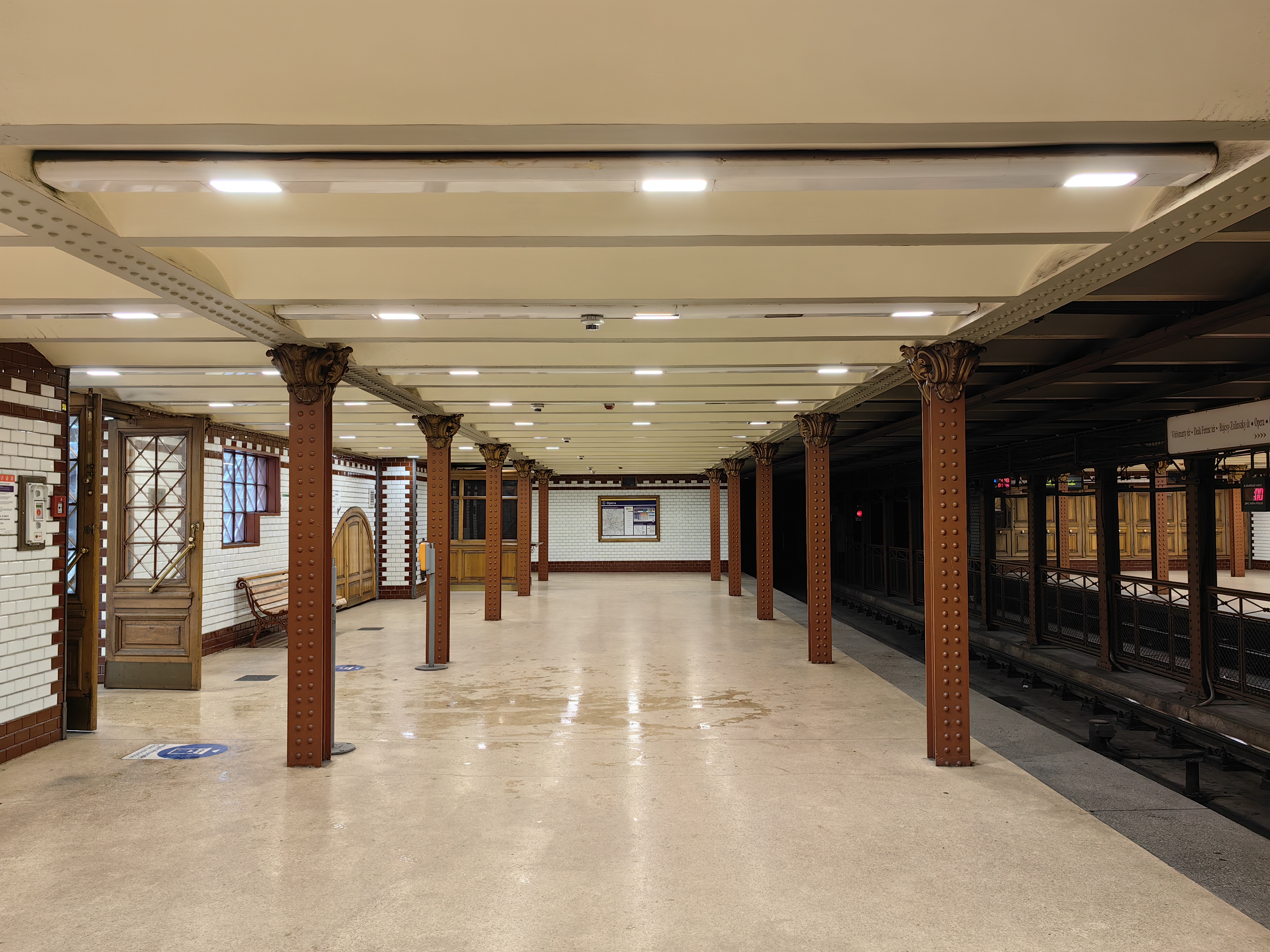
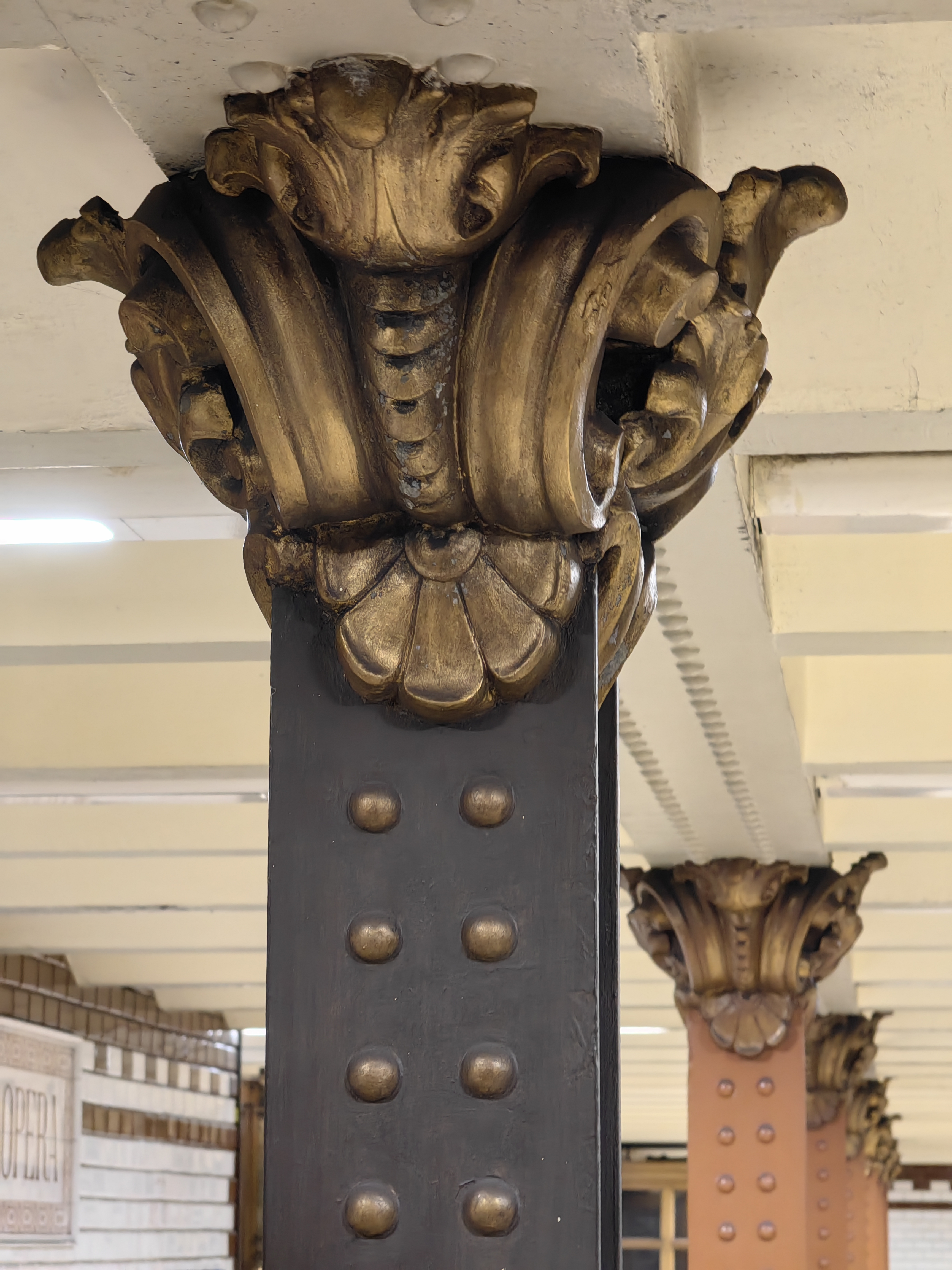
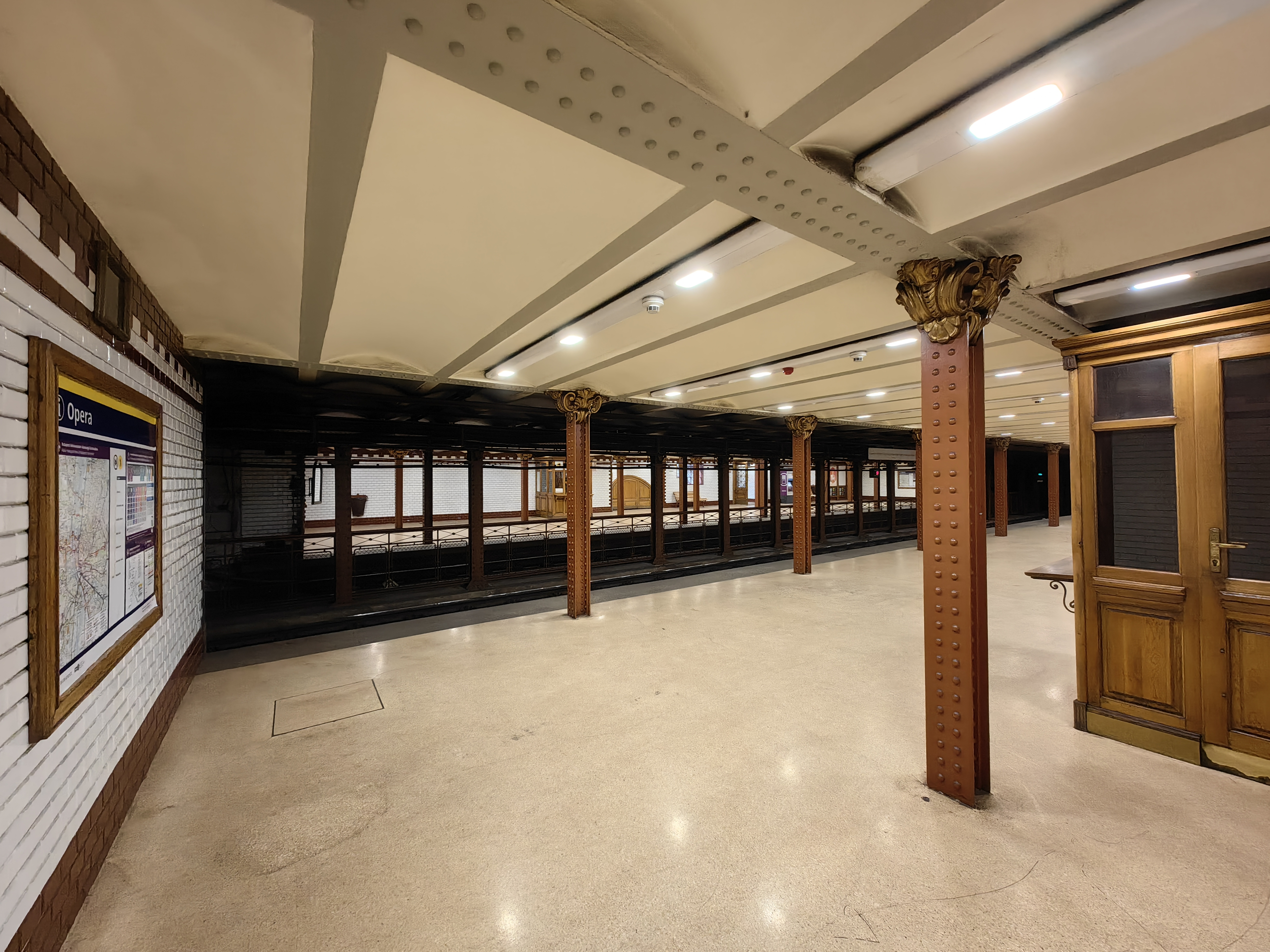